# Jewish Association for the Protection of Girls and Women
Jewish Association for the Protection of Girls and Women (JAPGW), var en brittisk organisation, bildad 1885 för att motarbeta den då pågående vita slavhandeln med judiska kvinnor och flickor från Östeuropa. Den grundades av brittiska judiska kvinnor under namnet Jewish Ladies' Society for Preventive and Rescue Work, men ändrade 1896 namn till JAPGW då den övergick från att vara en kvinnoförening till att även inkludera manliga medlemmar. Den upplöstes 1947. 

## Historik
Under andra hälften av 1800-talet upplevde det Judiska bosättningsområdet i Kejsardömet Ryssland en befolkningsökning med följande arbetslöshet och fattigdom parallellt med en ökad antisemitisk förföljelse och pogromer, och en stor emigration av judar från Östeuropa till USA, och så småningom även till Palestina via sionismen kom igång och ledde till en stor emigrationsvåg 1880-1914. Många av dessa emigranter färdades via Storbritannien, och många stannade kvar där. 
Den stora emigrationen ledde också till kriminalitet. Kriminella gäng och hallickar förmådde ensamma kvinnor och flickor att emigrera under falska förespeglingar, eller fångade upp ensamma kvinnliga emigranter, och lurade in dem i prostitution. Förmögna brittiska judinnor identifierade problemet, och bildade föreningen för att motarbeta det. 
JAPGW sände ut sina representanter till hamnen för att fånga upp och ge vägledning till ensamma kvinnliga emigranter för att förhindra att de råkade ut för hallickar, och hjälpte dem sedan med inkvartering, vägledning och så småningom även viss yrkesträning för att hjälpa dem finna ett arbete. 